# Ана Караяні
Ана Караяні (англ. Ana Caraiani; нар. 1984, Бухарест, Румунія) — американський математик румунського походження, науковий співробітник Університету Королівського товариства та кафедри Гаусдорфа Боннського університету. Її наукові інтереси включають алгебраїчну теорію чисел і програму Ленглендса.

## Освіта
Народилася у Бухаресті та навчалася у школі Міхая Вітязула. У 2001 році Караяні стала першою за 15 років румунською жінкою, яка брала участь у Міжнародній математичній олімпіаді, ставши срібною медалісткою. У наступні два роки вона здобула дві золоті медалі.
Після закінчення школи у 2003 році продовжила навчання у США. Ще студенткою Принстонського університету, Караяні двічі була стипендіатом Патнема (єдина жінка-учасниця на Математичному конкурсі Вільяма Лоуелла Патнема, яка вигравала понад один раз) і лавреат премії Елізабет Лоуелл Патнем. У 2007 році закінчила університет з відзнакою «надзвичайно похвально». Дипломну роботу, присвячену представленню Галуа, писала під керівництвом Ендрю Вайлса.
Караяні була аспіранткою Гарвардського університету. У 2012 році здобула ступінь доктора філософії під керівництвом аспіранта Вайлза Річарда Тейлора. Її дисертація була присвячена локально-глобальній сумісності у відповідності Ленглендса.

## Кар'єра
Рік працювала інструктором у Чиказькому університеті, потім повернулася до Принстона та Інституту перспективних досліджень як інструктор Веблена та аспірант Національного наукового фонду. У 2016 році вона приєдналася до Математичного центру Гаусдорфа як молодший стипендіат Бонна. З 2017 року працювала науковим співробітником Університету Королівського товариства та старшим викладачем Імперського коледжу Лондона. У 2019 році стала науковим співробітником Університету Королівського товариства та лектором Імперського коледжу Лондона. З 2021 року Караяні — професор Імперського коледжу Лондона. У 2022 році вона знову приєдналася до кафедри Гаусдорфа Боннського університету.

## Дослідження
Серед дослідницьких праць Караяні статті «Patching and the p-adic local Langlands respondence» (2016), «On the generic part of the kogamology of the compact unitary varieties Shimura» (2017) спільно з Петером Шольце, і «Potential automorphy over CM fields» (2023).
Караяні обговорює програму Ленглендса з більш загальної точки зору в оглядовій статті «Нові межі взаємності Ленглендса».

## Визнання
У 2007 році Асоціація жінок у математиці нагородила Караяні премією Аліси Т. Шафер. У 2018 році вона стала одним з лавреатів премії Вайтгеда Лондонського математичного товариства.
Її обрано членом Американського математичного товариства у 2020 році за «внесок в арифметичну геометрію та теорію чисел, зокрема {\displaystyle p}-adic програми Ленглендса». Вона — одна з лавреатів премії Європейського математичного товариства 2020 року. У вересні 2022 року отримала премію за прорив у математиці.